# Stefan Witas

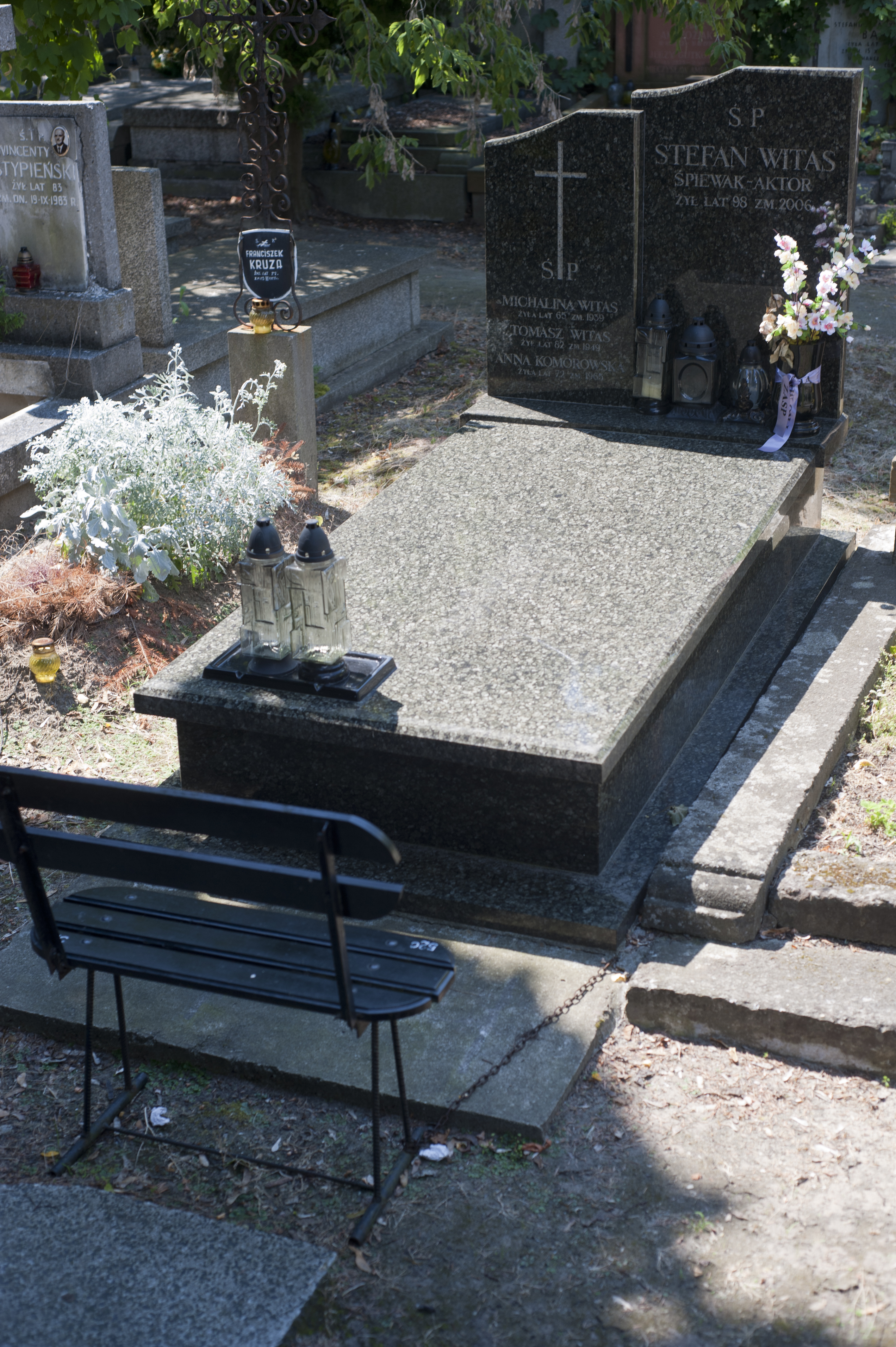
Grób Stefana Witasa na cmentarzu Bródnowskim w Warszawie

Stefan Jan Witas (ur. 21 czerwca 1908 w Warszawie, zm. 18 sierpnia 2006 tamże) – polski aktor operetkowy i piosenkarz.

## Życiorys
W 1933 rozpoczął występy w lokalach rozrywkowych w Warszawie, a następnie na estradach i scenach teatralnych wielu miast Polski. Od 1935 do 1938 nagrywał w wytwórni „Odeon” pod pseudonimami Stefan Nowita, Stefan Witas-Nowita. Ostatnie płyty przed wybuchem wojny nagrał w kwietniu 1939 w wytwórni „Syrena-Electro”. Występował w Polskim Radiu. W 1937 w plebiscycie Polskiego Radia został trzecim najpopularniejszym piosenkarzem – po Mieczysławie Foggu i Tadeuszu Faliszewskim.
W czasie wojny występował w kawiarniach w Warszawie, Lwowie, Krakowie i Lublinie.
Po wojnie był związany z teatrem Syrena, a później z Operetką Warszawską. Występował w audycji radiowej Podwieczorek przy mikrofonie. Na początku lat 50 był jednym z wykonawców Radiowego Teatrzyku Eterek, gdzie występował m.in. z Jeremim Przyborą, Andrzejem Boguckim i Jerzym Bielenią. W latach 1950–1980 występował w słuchowiskach Teatr Polskiego Radia. Występował także jako aktor w filmach. 
W jego repertuarze były arie operowe i operetkowe, pieśni, kolędy, piosenki kabaretowe i utwory taneczne. Do 1 września 1939 nagrał ponad 200 utworów. Nagrał płytę W kręgu wspomnień. 
Postanowieniem Prezydenta RP Aleksandra Kwaśniewskiego z 12 grudnia 2001 został odznaczony Krzyżem Komandorskim Orderu Odrodzenia Polski „za wybitne zasługi w twórczości radiowej”.
Zmarł w Warszawie, pochowany 25 sierpnia 2006 na cmentarzu Bródnowskim (kwatera 52C-5-30).
Jego żona Kazimiera zmarła 19 stycznia 2016 w wieku 104 lat. Miał córkę Magdalenę Witas-Kobyłecką.

## Filmografia[8]
- 1953: Sprawa do załatwienia jako wybredny gość w restauracji
- 1955: Irena do domu! jako kierownik w Zakładach Urządzeń Mechanicznych
- 1956: Nikodem Dyzma jako sprzedawca w „Domu mody”
- 1959: Cafe Pod Minogą jako kolejarz Kwapiak
- 1959: Inspekcja pana Anatola jako tenor Caruselli
- 1966: Wojna domowa jako śpiewający pan w kapeluszu (odc. 12)
- 1967: Poradnik matrymonialny jako mecenas

## Spektakle Teatru TV[8]
- 1963: Dom otwarty
- 1965: Klub kawalerów jako Sobieniawski
- 1965: Piękna Helena jako Menelaos
- 1966: Wesele Fonsia
- 1971: Słomkowy kapelusz jako Nonancourt